# Casa del Baró d'Eroles
La Casa del Baró d'Eroles és una obra de Talarn (Pallars Jussà) inclosa a l'Inventari del Patrimoni Arquitectònic de Catalunya.

## Descripció
Edifici de planta baixa a,b celler, dos pisos i golfes. La coberta a tres vessants, de teula àrab, forma una gran balconada amb elements singulars a la cantonada. La disposició de les obertures està ordenada per tres eixos verticals. AL centre hi ha el portal amb una llinda de pedra amb l'escut d'Eroles. Adossada a la porta de la vila es troba amb una llinda de pedra amb l'escut dels Eroles. Adossat a la porta de la vila es troba a la capçalera del carrer principal. Els murs són de carreus i arrebossats, seguint la línia barroca del palau.

## Història
El segle xvii es realitzen la tipologia de la trama, així com les edificacions actuals. El baró d'Eroles, cap del batalló de voluntaris de Talarn, va lluitar contra Napoleó a Catalunya. El 1814 va tenir el càrrec de Capità General de Catalunya. Al blasó de la porta hi ha la llegenda: "Perseguits més no vençuts". La vila va ésser cap del "corregiment" de 1716 a 1833.